# Saint-Maurice-sur-Aveyron
Saint-Maurice-sur-Aveyron è un comune francese di 912 abitanti situato nel dipartimento del Loiret nella regione del Centro-Valle della Loira.

## Società

### Evoluzione demografica
Abitanti censiti